# Polianka
Polianka – wieś (obec) na Słowacji w powiecie Myjava.

## Położenie
Wieś leży w pagórkowatym obszarze między Małymi Karpatami na południu i Białymi Karpatami na północy. Nowe Miasto nad Wagiem leży około 30 km na wschód od wsi, Myjava około 5 km na północny zachód, Senica około 20 km na północny zachód. Wysokość centrum wsi to 416 m n.p.m., a obszar to 9,415 km². W 2011 roku populacja wynosiła 375 osób.
Gmina powstała 1 kwietnia 1955 z wyłączenia kilku osad z granic Myjavy.